# Eschenbach (Band)
Eschenbach ist eine deutsche Rockband, die 2005 von Ben Tewaag und Philip Eschenbach unter dem Namen Ultima Ratio Regis gegründet wurde.

## Geschichte
2005 gründeten Ben Tewaag und Philip Eschenbach die Band Ultima Ratio Regis. Eschenbach war zuvor Gitarrist der Münchener Rockband Alev. Sie begannen Lieder zu schreiben und schafften es bald ins Vorprogramm der Crossover-Band Dog Eat Dog aus New Jersey. Während der Supporttour lernten sie den Dog-Eat-Dog-Percussionisten Nils Berger kennen, der Schlagzeuger der Band wurde. Später spielten sie auch im Vorprogramm der New Yorker Metal-Band Pro-Pain. Tewaag kam in Kontakt mit dem Frankfurter Plattenlabel 3R Entertainment, die Band schickte der Firma ein Demo und kam so zu einem Plattenvertrag.
2008 wurde die Band in der Besetzung Tewaag (Gesang), Eschenbach (Gitarre, Bass, Elektronik) und Berger (Schlagzeug) in Eschenbach umbenannt. Sie nahmen ihr Debütalbum im Studio23 in Frankfurt am Main auf, wo auch die Band Böhse Onkelz ab 1996 ihre Platten aufgenommen hatten. Produziert wurde das Album von Stephan Weidner, den Tewaag auf einer Aftershowparty in Berlin kennengelernt hatte, und Michael Mainx. Während der Aufnahmen musste Sänger Ben Tewaag wegen einer Schlägerei eine Haftstrafe antreten. Als Ersatz kam Riitchy Schwarz zur Band, auf dem Album ist Tewaag mit zwei Liedern vertreten. Ferner wirkten auch Stephan Weidner, Nina C. Alice und Yen mit. Das Album erschien im November 2009 und erreichte Platz 83 der deutschen Albumcharts.
Im Februar 2010 gingen Eschenbach auf Deutschland-Tour, zur Liveband gehörten Mark von Elend (davor V8 Wankers, aktuell: Die Dorks) und Paul Bart. Im Dezember 2011 traten Eschenbach erneut als Vorband bei Stephan Weidners Autournomie-II-Tour auf. Am 27. Januar 2012 wurde das Album Alles in Allem veröffentlicht, das Platz 57 der deutschen Charts erreichte.
Am 6. November 2015 wurde die EP Divide et Impera veröffentlicht. Mitte 2016 wurde der Wechsel zum Label „Laute Helden“ bekannt gegeben und ein neues Album für das Frühjahr 2017 angekündigt.

## Diskografie

### Studioalben
- 2009: Eschenbach (CD; 3R Entertainment AG)
- 2012: Alles in Allem (CD; 3R Entertainment AG)
- 2019: Mein Stamm (CD; Laute Helden / SPV)

### EPs
- 2015: Divide et Impera (CD; Tapereturn Recordz)

### Samplerbeiträge
- 2012: New German Rock (Teufel im Detail)
- 2013: New German Rock 2 (Geist gegen Sucht)

### Musikvideos
- 2010: Reise zur Sonne
- 2012: Geist gegen Sucht (Regie/Produktion: Christoph Pohl)
- 2012: Renn (Regie/Produktion: Christoph Pohl)
- 2012: Rettet unsere Seelen (Regie/Produktion: Pino Caruso)
- 2013: Die mit dem Nebel ziehen (Regie/Produktion: Pino Caruso)